# Фредерік Карломуана Тімаката
Фредерік Карломуана Тімаката (англ. Frederick Karlomuana Timakata; 1937–1995) — державний діяч Вануату, президент країни у 1984 та з 1989 до 1994 року.
1. ↑  https://www.rulers.org/indext1.html